# Stony Point (Carolina del Norte)
Stony Point es un lugar designado por el censo ubicado en el condado de Alexander y condado de Iredell en el estado estadounidense de Carolina del Norte. La localidad en el año 2000, tenía una población de 1.380 habitantes en una superficie de 7,7 km², con una densidad poblacional de 178,6 personas por km².

## Geografía
Stony Point se encuentra ubicado en las coordenadas 35°51′54″N 81°3′2″O / 35.86500, -81.05056. Según la Oficina del Censo, la localidad tiene un área total de 7,7 km² (3 mi²), de la cual 7,7 km² (3 mi²) es tierra y 0 km² (0 mi²) (0.0%) es agua.

### Localidades adyacentes
El siguiente diagrama muestra a las localidades en un radio de 20 kilómetros (12,4 mi) de Stony Point.

## Demografía
En el 2000 la renta per cápita promedia del hogar era de $42.305, y el ingreso promedio para una familia era de $48.221. El ingreso per cápita para la localidad era de $17.303. En 2000 los hombres tenían un ingreso per cápita de $26.635 contra $20.774 para las mujeres. Alrededor del 15.0% de la población estaba bajo el umbral de pobreza nacional.